# Michelsberg (Pfalz)
Der Michelsberg, gelegentlich auch Michaelsberg, auf der Gemarkung der pfälzischen Kreis- und Kurstadt Bad Dürkheim (Rheinland-Pfalz) ist ein 147,4 m hoher Hügel an der Deutschen Weinstraße, auf dessen flacher Kuppe eine Kapelle steht.
Auf dem Hügel entstand im 15. Jahrhundert ein Michaelismarkt, der später zum heutigen Dürkheimer Wurstmarkt wurde.

## Geographische Lage
Der vollständig mit Reben bepflanzte Hügel 1 km nordöstlich der Wohnbebauung ist ein Vorberg der Haardt, die den Ostrand des Pfälzerwaldes bildet. Die Erhebung liegt im Bereich des Grabenbruchs zwischen dem Pfälzerwald im Westen und der Rheinebene im Osten. Die Deutsche Weinstraße führt unmittelbar östlich vorbei.

## Geschichte
1155 bezeugte ein lateinisch geschriebener Text erstmals den „Monte sancti Michaelis“. Der Name lässt darauf schließen, dass es dort schon frühzeitig ein dem Erzengel Michael geweihtes Heiligtum mit entsprechendem Gotteshaus gab, dessen Patronatsfest auf den Michaelstag am 29. September fiel. In späteren Quellen ist eine von einem Klausner betreute Michaelskapelle belegt, die zur 300 m entfernten Pfarrei Pfeffingen gehörte und zu der Gläubige Wallfahrten unternahmen.
Steigende Wallfahrerzahlen zogen zum Michaelsfest immer mehr Bauern und Winzer aus der Umgebung an, die ihre landwirtschaftlichen Produkte mit Schubkarren auf den Kapellenberg transportierten und den Pilgern dort vor allem Wein aus der Pfalz, Wurst und Brot anboten. Auch Händler, Gaukler und Musikanten fanden sich ein, so dass allmählich ein reges Markttreiben entstand. Bald erlangte der neue Markt eine überregionale wirtschaftliche Bedeutung. Den Ursprung des nunmehrigen Michaelismarktes datieren Historiker auf das Jahr 1417.
Erstmals urkundlich nachgewiesen ist der Markt 1442, als die Stadt Speyer das die Region beherrschende Adelsgeschlecht der Leininger um sicheres Geleit bat für ihre Kaufleute, wenn sie den Jahrmarkt auf dem Michelsberg besuchten, und Graf Emich VII. dies per Urkunde vom 25. August 1443 zusagte.
Im Jahr 1449 erließ der Abt des am Gebirgsrand oberhalb Dürkheims gelegenen Klosters Limburg eine erste Marktordnung und wandelte den Markt in ein öffentliches Kirchweihfest um. 1487 erwirkte Peter Kercher, Dekan des Speyerer St.-Guido-Stifts, für Pilger und Wohltäter der Michaelskapelle die Ablässe von insgesamt acht Kurienkardinälen; unter ihnen waren Francesco Todeschini Piccolomini, der spätere Papst Pius III., ein Sachwalter deutscher Interessen in Rom, sowie Giuliano della Rovere, bekannt als Papst Julius II., der den Grundstein zum heutigen Petersdom legte.
Im 16. Jahrhundert kamen zu dem Markt bereits Händler aus der gesamten Pfalz. Angeboten wurden nicht nur Obst und Gemüse sowie Tiere wie Ochsen, Pferde oder Schweine, auch Woll- und Leinentuchhändler, Kessler, Kürschner, Weißgerber, Spengler, Sattler, Schuhmacher, Drechsler, Hutmacher, Eisenkrämer und andere Berufsgruppen hielten ihre Waren feil.
Wegen der beengten Verhältnisse auf dem Michelsberg wurde der Michaelismarkt nach mehrmaligem Hin und Her im Jahr 1577 endgültig nach unten an den Fuß des Hügels auf die etwa 45.000 m² großen Brühlwiesen verlegt, die sich links des Flüsschens Isenach auf 115 m Höhe erstrecken. Dort findet die Festveranstaltung, mittlerweile unter dem Namen Dürkheimer Wurstmarkt, als nach eigenen Angaben größtes Weinfest der Welt, auch heute noch statt.
Die ursprüngliche Michaelskapelle wurde 1601 abgerissen und erst 1990 an historischer Stätte wieder erbaut.